# واککولا (فنلاند)
واکْکولا (به فنلاندی: Vakkola) یک منطقهٔ مسکونی در فنلاند است که در آسکولا واقع شده‌است.